# Wólka Baranowska
Wólka Baranowska [pronunciación en polaco: /ˈvulka baraˈnɔfska/] (en alemán: Bieberstein) es una aldea en el distrito administrativo de Gmina Mrągowo, dentro del Distrito de Mrągowo, Voivodato de Varmia y Masuria, en el norte de Polonia.